# Hangzhou
Hangzhou (chinesisch 杭州, Pinyin Hángzhōuⓘ, kurz 杭) ist die Hauptstadt der chinesischen Provinz Zhejiang, eine der bevorrechtigten 15 provinzunmittelbaren Städte Chinas und das Zentrum der Metropolregion Hangzhou. Die eigentliche Stadtregion hat über neun Millionen Einwohner und liegt an der Mündung des Qiantang-Flusses in der Hangzhou-Bucht.

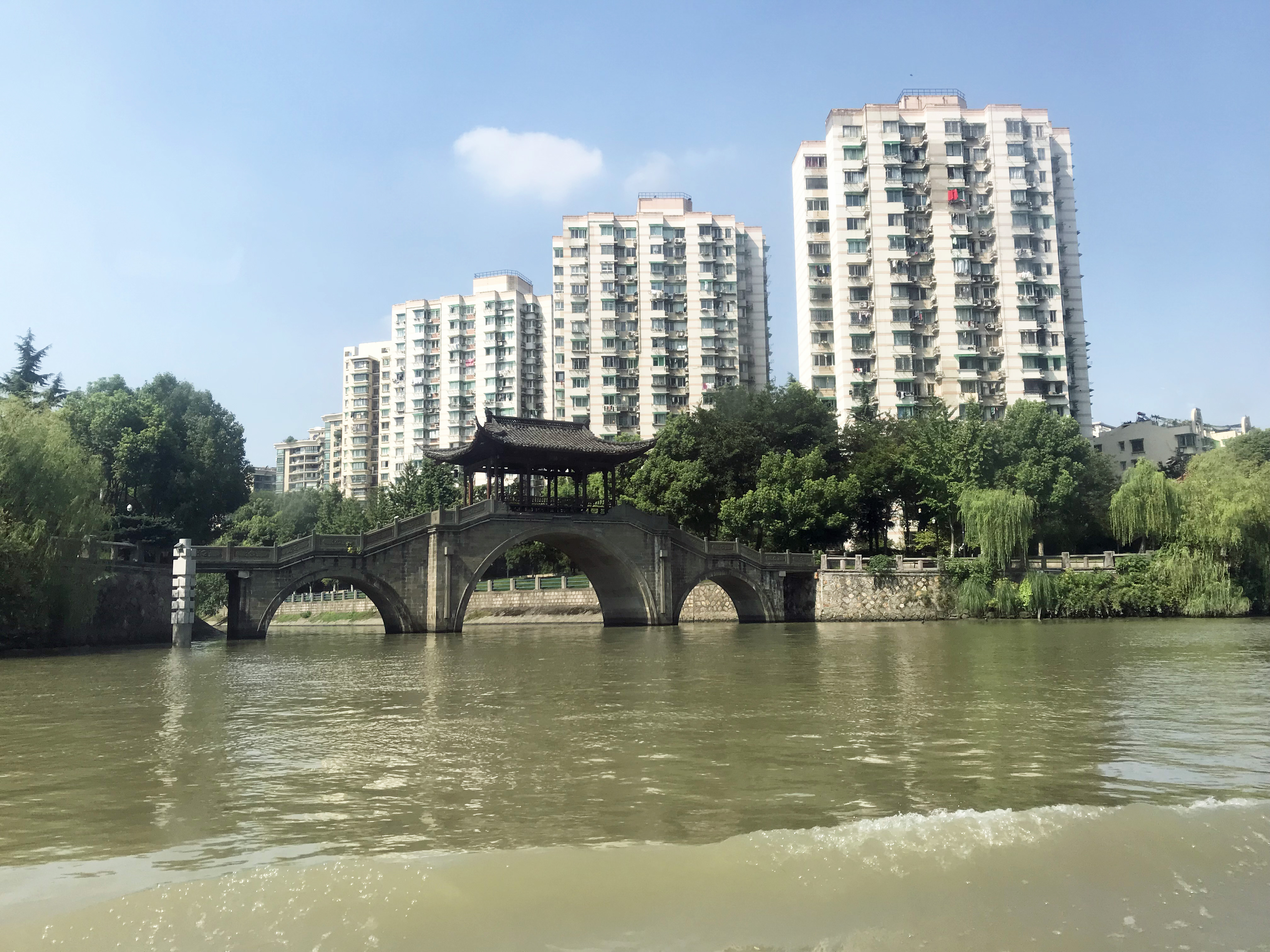
Der Kaiserkanal bei Hangzhou (2018)

In Hangzhou beginnt der Kaiserkanal, eine wichtige Verbindung in den Norden Chinas. Die Stadt ist auch heute noch eine bedeutende Produktions- und Handelsstätte für chinesische Seide und Long-Jing-Tee. Hangzhou gilt als Silicon Valley Chinas, IT-Firmen wie die Alibaba Group haben dort ihren Hauptsitz.

## Geographie

### Lage
Hangzhou liegt etwa 190 km südsüdwestlich von Shanghai. Das Verwaltungsgebiet der Unterprovinzstadt hat eine Fläche von 16.821 km² und 11.936.010 Einwohner (Stand: Zensus 2020). Im städtisch verdichteten Raum leben davon 9.236.032 Einwohner (Stand: Zensus 2020).

### Administrative Gliederung
Auf Kreisebene setzt sich Hangzhou aus zehn Stadtbezirken, zwei Kreisen und einer kreisfreien Stadt zusammen. Diese sind:
- Stadtbezirk Shangcheng (上城区 = „Oberstadt“), 18,3 km², 362.000 Einwohner;
- Stadtbezirk Xiacheng (下城区 = „Unterstadt“), 31,46 km², 405.000 Einwohner;
- Stadtbezirk Jianggan (江干区), 210,22 km², 404.000 Einwohner;
- Stadtbezirk Gongshu (拱墅区), 87,49 km², 288.000 Einwohner, Sitz der Stadtregierung;
- Stadtbezirk Xihu (西湖区), 308,7 km², 628.000 Einwohner;
- Stadtbezirk Binjiang (滨江区), 72,02 km², 131.000 Einwohner;
- Stadtbezirk Xiaoshan (萧山区), 1.420 km², 1.177.000 Einwohner;
- Stadtbezirk Yuhang (余杭区), 1.223,56 km², 832.000 Einwohner;
- Stadtbezirk Fuyang (富阳区), 1.831,2 km², 628.000 Einwohner;
- Stadtbezirk Lin’an (临安区), 3.126,8 km², 519.000 Einwohner.
- Kreis Tonglu (桐庐县), 1.825 km², 395.000 Einwohner;
- Kreis Chun’an (淳安县), 4.427 km², 453.000 Einwohner, Hauptort: Großgemeinde Qiandaohu (千岛湖镇);
- Stadt Jiande (建德市), 2.321 km², 508.000 Einwohner;

### Klima
|                       | Jan | Feb | Mär  | Apr  | Mai  | Jun  | Jul  | Aug  | Sep  | Okt  | Nov  | Dez  |   |      |
| Mittl. Tagesmax. (°C) | 8,0 | 9,0 | 13,7 | 20,2 | 25,1 | 28,4 | 33,1 | 32,6 | 27,4 | 22,4 | 16,9 | 10,8 | ⌀ | 20,7 |
| Mittl. Tagesmin. (°C) | 1,0 | 2,0 | 6,0  | 11,8 | 16,8 | 21,0 | 24,9 | 24,5 | 20,3 | 14,5 | 8,7  | 2,9  | ⌀ | 12,9 |
|                       |     |     |      |      |      |      |      |      |      |      |      |      |   |      |
| Niederschlag (mm)     | 59  | 88  | 115  | 130  | 159  | 185  | 129  | 145  | 171  | 89   | 58   | 48   | Σ | 1376 |
|                       |     |     |      |      |      |      |      |      |      |      |      |      |   |      |
| Regentage (d)         | 12  | 13  | 16   | 16   | 16   | 15   | 12   | 13   | 13   | 11   | 9    | 9    | Σ | 155  |

| 1,0 |

| 2,0 |

| 6,0 |

| 11,8 |

| 16,8 |

| 21,0 |

| 24,9 |

| 24,5 |

| 20,3 |

| 14,5 |

| 8,7 |

| 2,9 |

| 1,0 |

| 2,0 |

| 6,0 |

| 11,8 |

| 16,8 |

| 21,0 |

| 24,9 |

| 24,5 |

| 20,3 |

| 14,5 |

| 8,7 |

| 2,9 |

## Geschichte

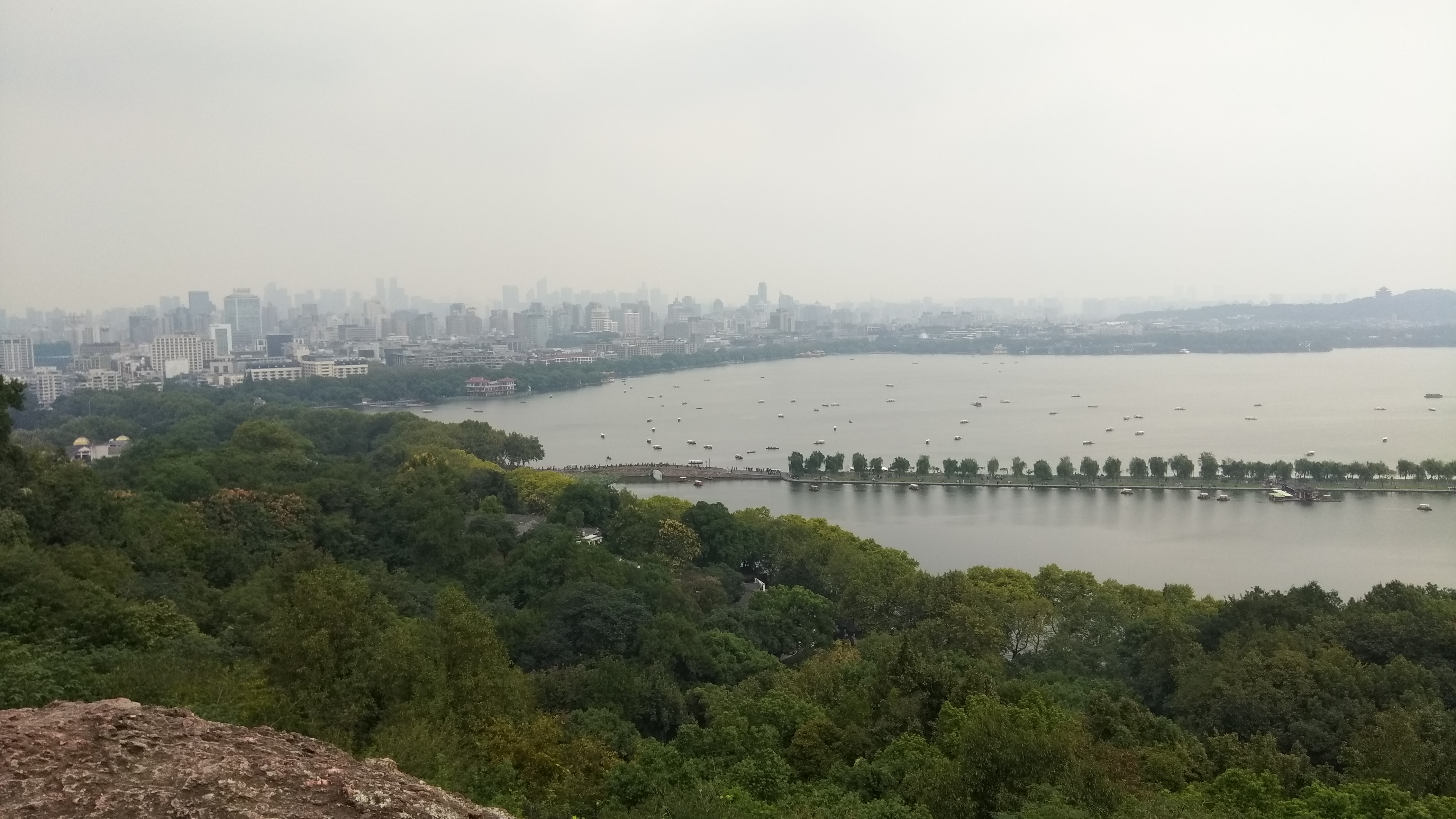
Hangzhou mit Westsee (2017)

Hangzhou ist eine der Wiegen der chinesischen Zivilisation, die Liangzhu-Kultur lässt sich bis vor 4700 Jahren nachweisen. Die dokumentierte Geschichte der Stadt reicht bis ins Jahr 221 v. Chr. zurück.
Hangzhou war die Hauptstadt der südlichen Song-Dynastie (1132–1276). Der Chinareisende Marco Polo soll die Stadt als „schönste und großartigste Stadt der Welt“ bezeichnet haben. Zu seiner Zeit, im 13. Jahrhundert, hatte die Stadt den größten Hafen der Welt und wurde Quinsay genannt. Wie man im Bordbuch von Christoph Kolumbus’ erster Reise im Eintrag zum 21. Oktober nachlesen kann, glaubte Kolumbus sich damals südlich von Cipango (Japan) und wollte auf direktem Wege nach Westen die Stadt Quinsay (Hangzhou) an der Ostküste Chinas erreichen. Er schrieb: „Dort werde ich dem großen Khan die Briefe Eurer Majestät überreichen, um eine Antwort ersuchen und damit zurückkehren.“ Heute ist Hangzhou keine Hafenstadt direkt an der Küste mehr, denn im Laufe der Jahrhunderte verlandete die Bucht.
Es wird angenommen, dass die Stadt in der Mitte des 13. Jahrhunderts eine Bevölkerung von bis zu 1.000.000 Menschen gehabt haben könnte. Der Großteil davon müssen Flüchtlinge und Soldaten gewesen sein, die sich dort als Folge der Mongoleninvasion dicht drängten. Damit wäre Hangzhou vor Bagdad die größte mittelalterliche Stadt der Welt gewesen.

## Bevölkerungsentwicklung der Agglomeration laut UN

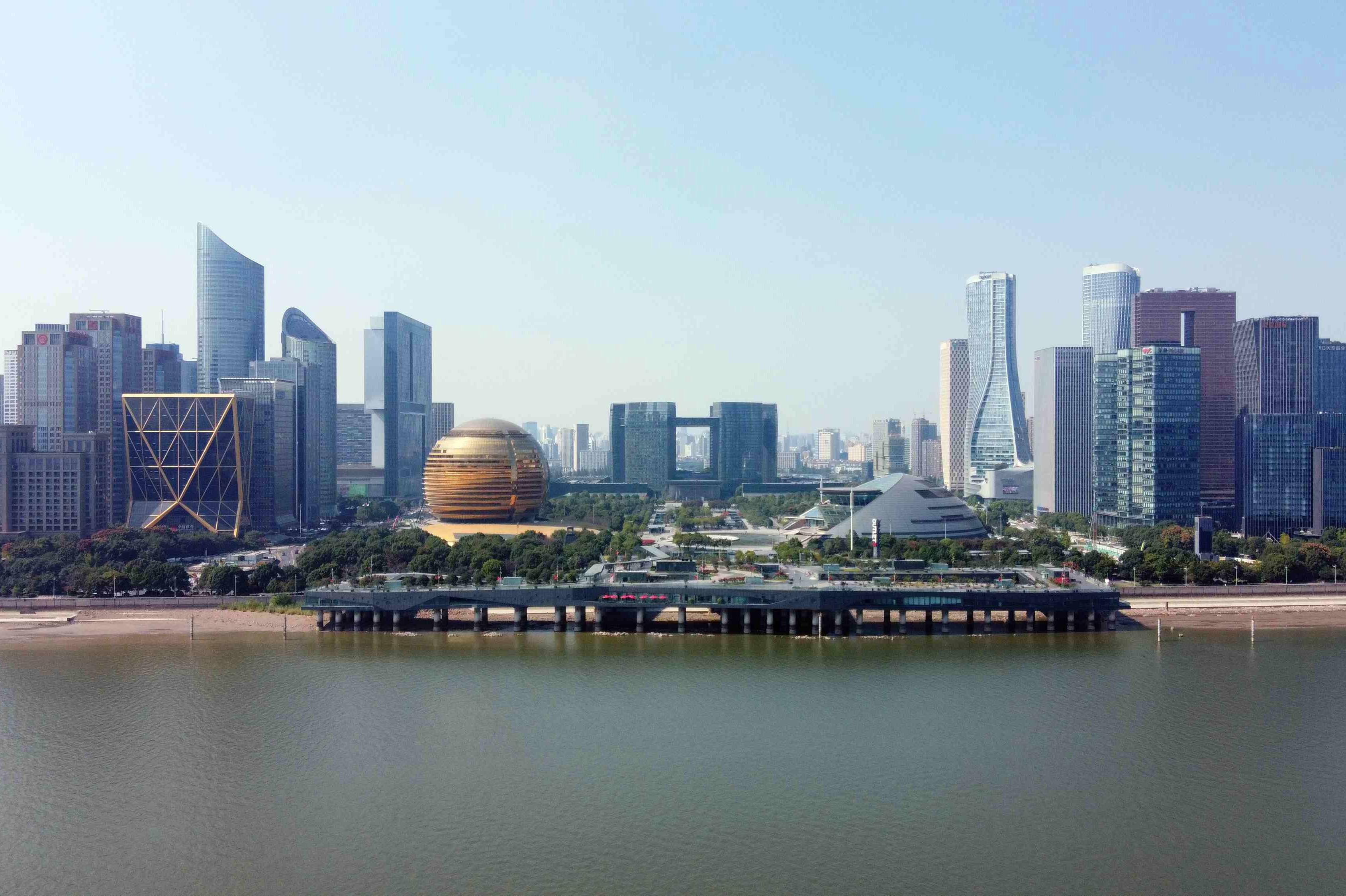
Geschäftszentrum von Hangzhou (2020)

In dem eigentlichen urbanen Siedlungsraum der Stadt lebten 2017 knapp 7 Millionen Einwohner. Die restliche Bevölkerung lebt im ländlichen Umland. Aufgrund der voranschreitenden Urbanisierung wird bis 2035 mit 9,7 Millionen Einwohnern in der Agglomeration gerechnet.
| Jahr | Einwohnerzahl |
| ---- | ------------- |
| 1950 | 610.000       |
| 1960 | 948.000       |
| 1970 | 1.025.000     |
| 1980 | 1.136.000     |
| 1990 | 1.666.000     |
| 2000 | 3.570.000     |
| 2010 | 5.758.000     |
| 2017 | 7.038.000     |

## Kultur und Sehenswürdigkeiten

### Westsee

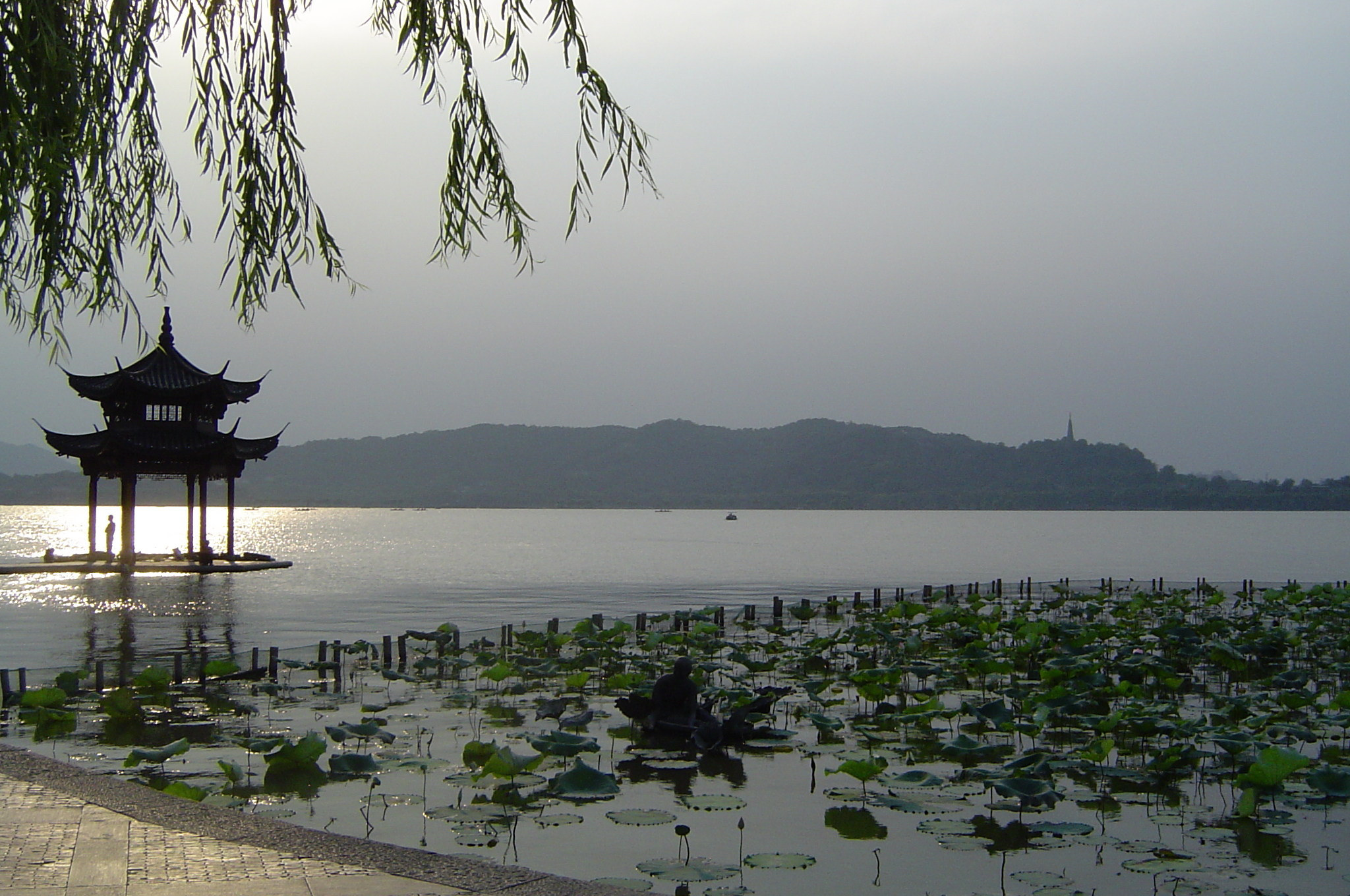
Der Westsee in Hangzhou

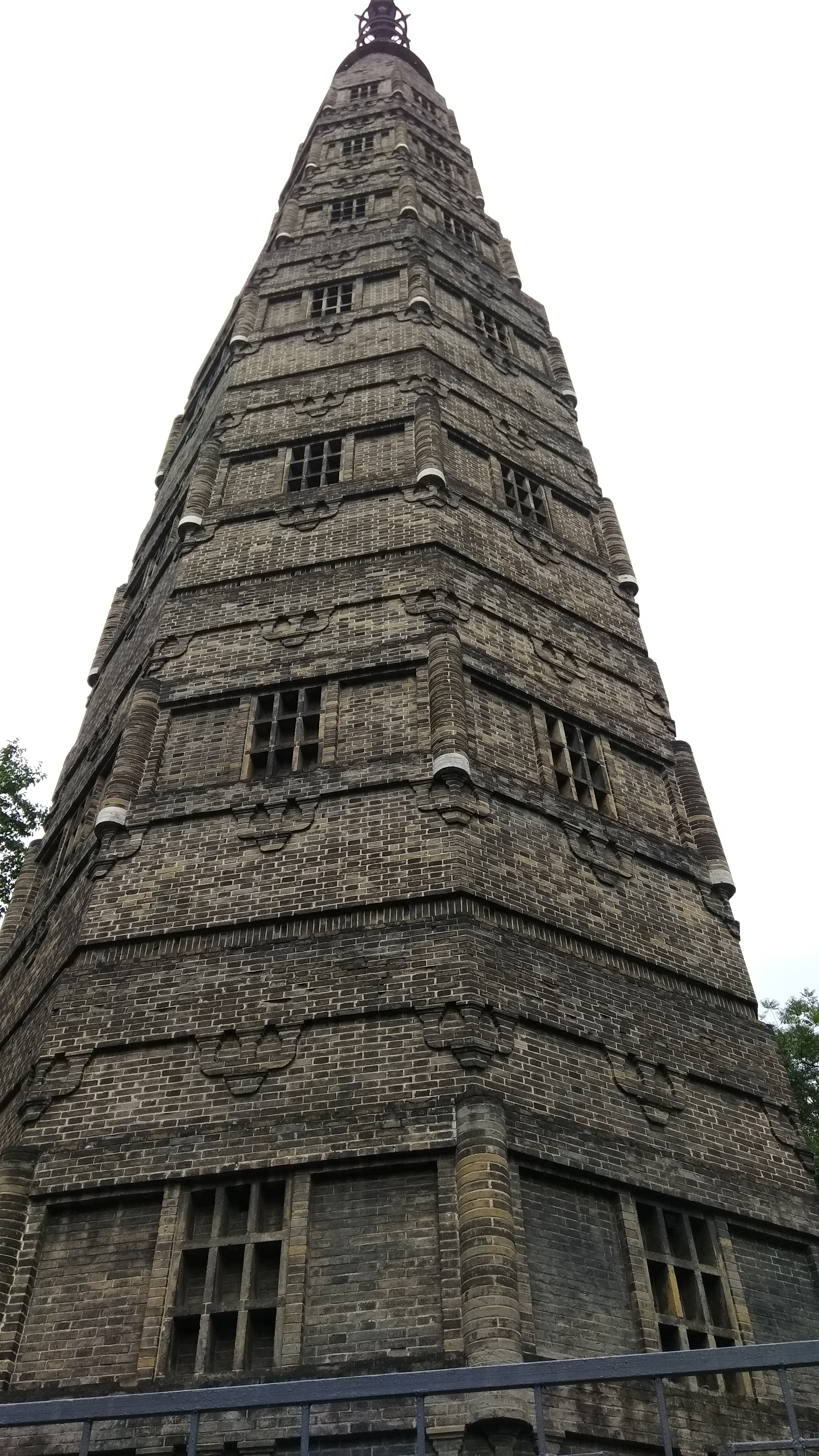
Baochu-Pagode

Hauptattraktion in Hangzhou ist der westlich der Innenstadt liegende, rund 650 Hektar große Westsee mit über 60 einzelnen Sehenswürdigkeiten. Dieser See wurde wegen seiner Schönheit in ganz China und Japan mehrfach, z. T. durch künstlichen Aufstau, kopiert. Im Westsee befinden sich drei kleine Pagoden, die in China als Symbol des Sees gelten und auf der Rückseite des Ein-Yuan-Scheins abgebildet sind. Im Juni 2011 hat die UNESCO den Westsee und seine Umgebung zum Weltkulturerbe erklärt.

### Pagode der Sechs Harmonien
Die südlich der Stadt nahe der 1937 fertiggestellten Qiantang-Jiang-Brücke befindliche Pagode der Sechs Harmonien wurde erstmals Ende des 10. Jahrhunderts als Schutz vor Springfluten und als Leuchtturm errichtet. Nachdem sie im Jahre 1122 zerstört worden war, suchte eine Springflut die Stadt Hangzhou heim, weshalb die Pagode anschließend neu errichtet wurde. Der Ziegelkern der Pagode stammt aus der Song-Dynastie, während die heute weit sichtbare Holzverkleidung aus dem Ende des 19. Jahrhunderts stammt. Im Inneren weist die Pagode Fresken aus der Zeit ihrer Erbauung auf.

### Hu-Qingyu-Apotheke

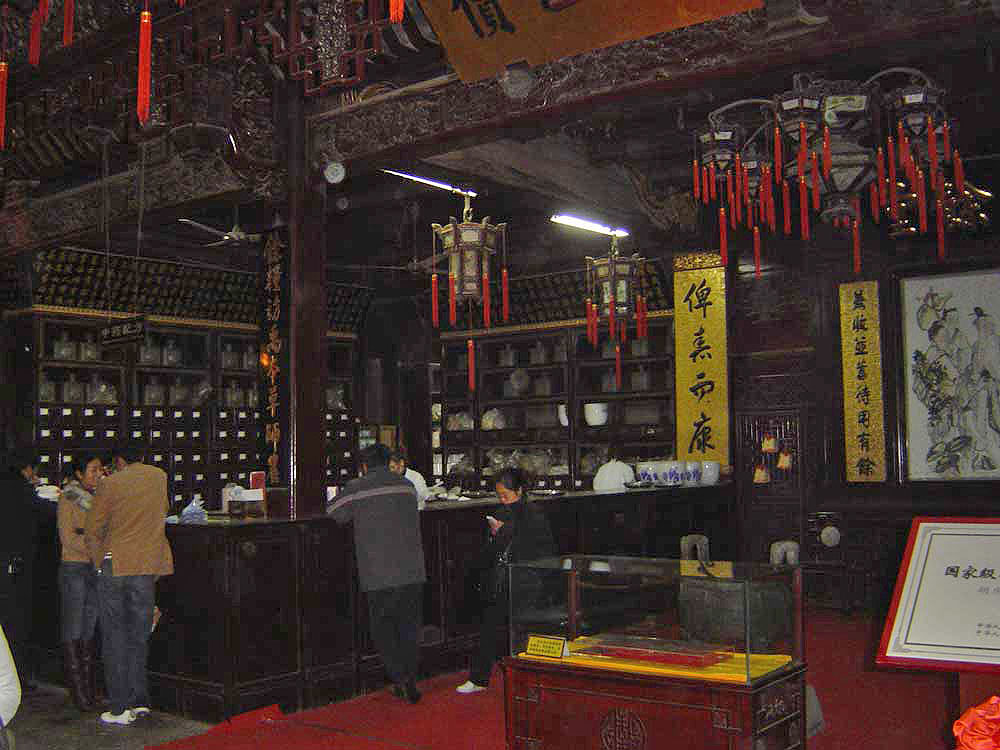
Verkaufstresen in der Hu-Qingyu-Apotheke

In der Fußgängerzone Hanghai-Lu befindet sich das Gebäude der Hu-Qingyu-Apotheke mit einem Museum für Traditionelle chinesische Medizin. Das 1874 errichtete Gebäude enthält noch heute eine Apotheke für traditionelle chinesische Arzneimittel und kann als architektonisches Beispiel für ein großes Handelshaus der ausgehenden Qing-Dynastie angesehen werden.

### Teeplantagen

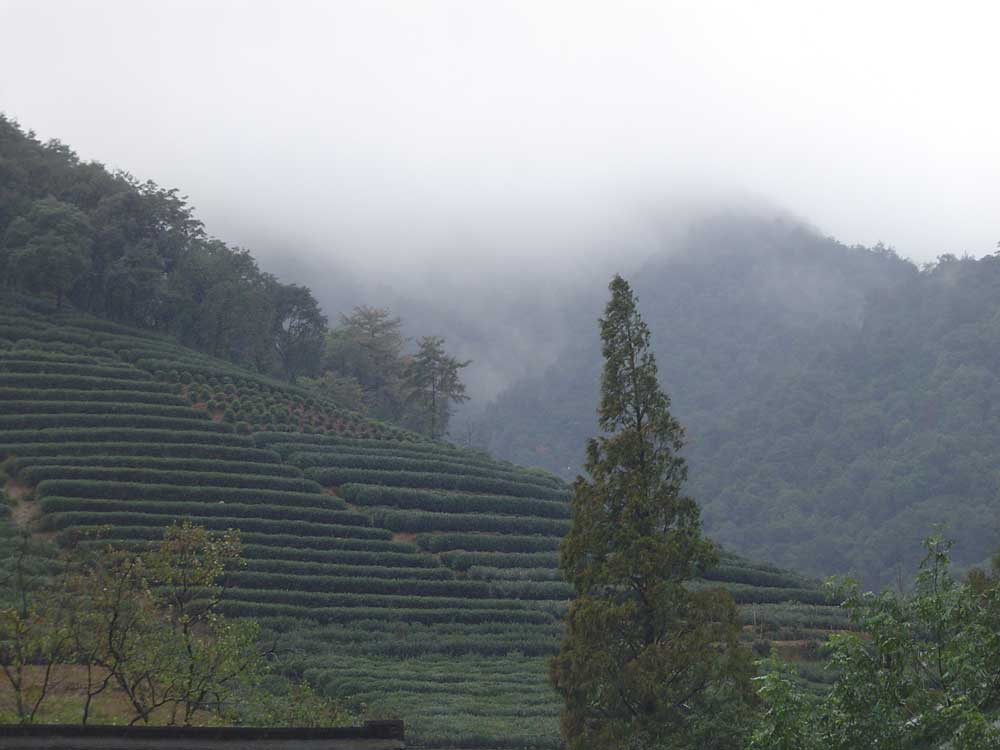
Teeplantage des Longjing-Tees

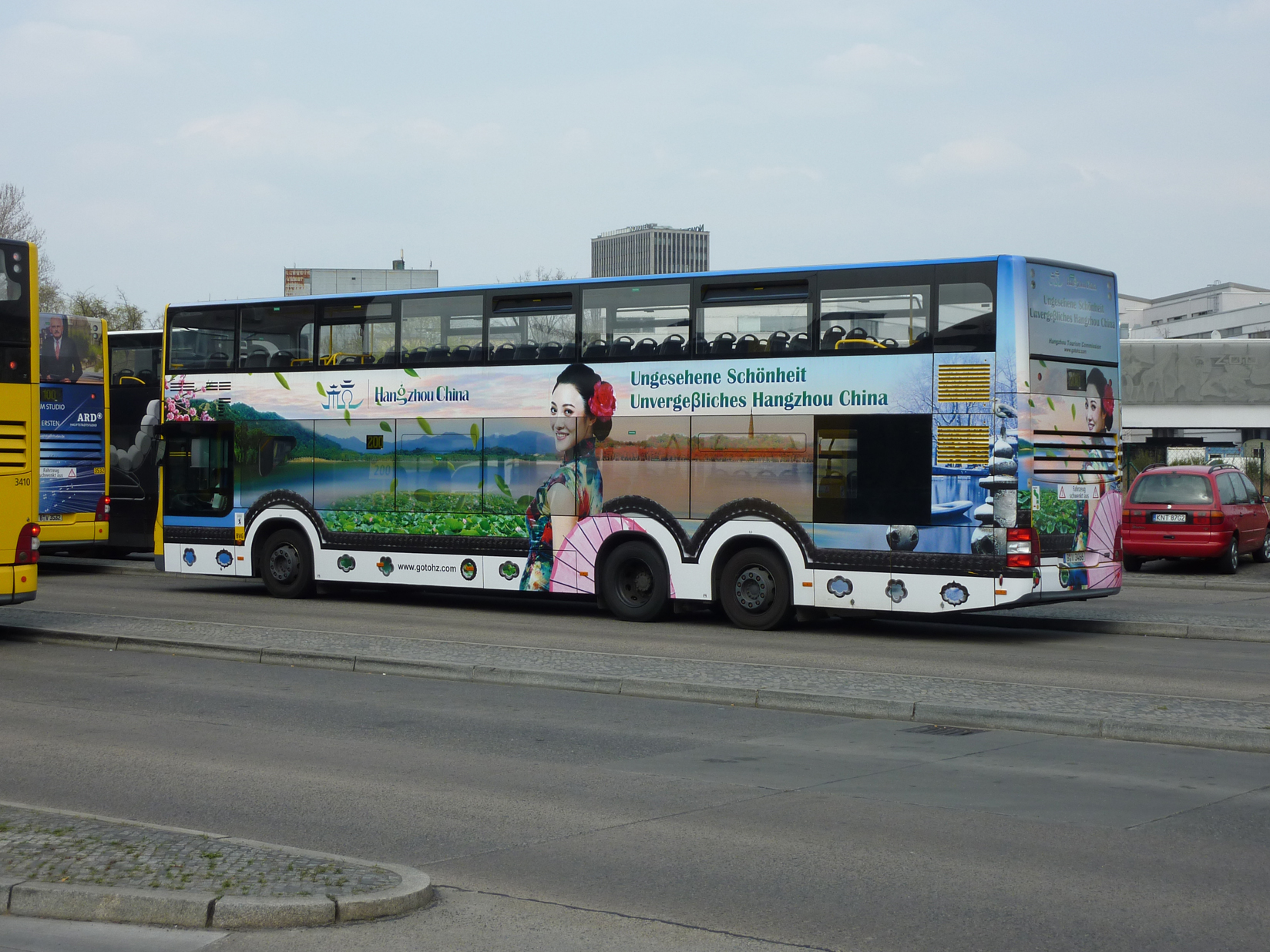
Reklame für Hangzhou auf einem Bus der BVG

Hangzhou ist in China auch als Teeanbaugebiet bekannt. Der berühmteste Grüntee Chinas, der Drachenbrunnentee (龙井茶,  Lóngjǐngchá), wird in Hangzhou angebaut.

### Seide
Hangzhou ist von Alters her auch als „Stadt der Seide“ bekannt. Es gibt mehrere Seidenfabriken und auch einen Seidenmarkt. Hier gibt es eines der größten Seidenmuseen, das Chinesische Nationalmuseum für Seide. In den westlich des Westsees gelegenen Bergen steht der Lingyin-Tempel, der den Seidengottheiten gewidmet ist.

### Paris (Nachbau)

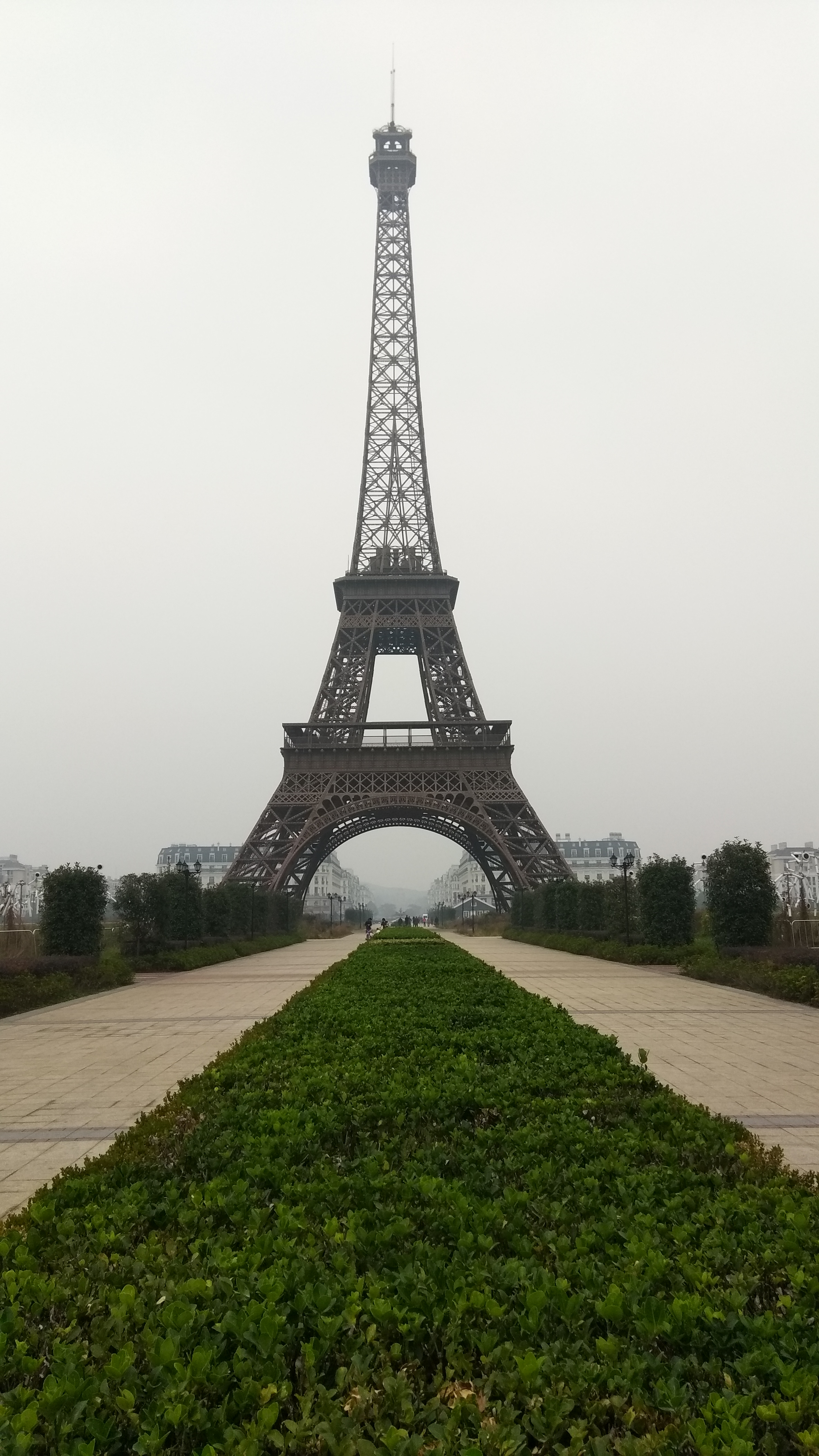
Der Eiffelturm in Tianducheng

Mit Eiffelturm und Arc de Triomphe wird in Tianducheng, einem Vorort von Hangzhou, das Flair von Paris nachgeahmt.

## Bildung und Forschung
Schulen
Seit einiger Zeit entstehen in Hangzhou neue Schulkomplexe beziehungsweise ganze „Schulstädte“ nach westlichem Vorbild. Einige dieser Schulen pflegen seit 2005 Partnerschaften mit deutschen Gymnasien. Ein Schwerpunkt dabei sind wechselseitige Austauschbesuche von Schülern.
Universitäten und Hochschulen
- Zhejiang-Universität (浙江大学)
- Polytechnische Universität Zhejiang (浙江工业大学)
- Dianzi-Universität Hangzhou (杭州电子科技大学)
- Chinesische Hochschule für Metrologie (中国计量大学)
- Hochschule für Wissenschaft und Technik Zhejiang (浙江科技学院)
- Universität für Industrie und Handel Zhejiang (浙江工商大学)
- Shuren-Universität Zhejiang (浙江树人大学)
- Chinesische Hochschule der Künste (中国美术学院)
- Universität für Finanzwesen und Wirtschaft Zhejiang (浙江财经大学)
- Universität für Wissenschaft und Technik Zhejiang (浙江科技学院)

Die Stadt verfügt mit der Zhejiang-Universität über eine Universität, die zu den besten des Landes zählt. Sie pflegt Partnerschaften mit zahlreichen deutschen Universitäten und Hochschulen. Die Chinesische Hochschule der Künste ist mit etwa 7000 Studenten die größte Kunsthochschule Chinas und gehört ebenfalls zu den besten des Landes. Sie pflegt Partnerschaften unter anderem mit der Universität der Künste Berlin.

## Wirtschaft
Laut einer Studie aus dem Jahr 2014 erwirtschafte Hangzhou ein Bruttoinlandsprodukt von 219,5 Milliarden US-Dollar in Kaufkraftparität. In der Rangliste der wirtschaftsstärksten Metropolregionen weltweit belegte die Stadt damit den 49. Platz. Das BIP pro Kopf liegt bei 24.637 US-Dollar (KKP). In der Stadt waren 4,4 Millionen Arbeitskräfte beschäftigt. Mit 7,9 % jährlich im Zeitraum von 2009 bis 2014 wuchs das BIP pro Kopf schnell.
Hangzhou ist Sitz der Alibaba Group.
Mit 47 Milliardären im Jahr 2021 setzte das „Forbes“-Ranking Hangzhou Auf Platz zehn der weltweit reichsten Städte.
Angesiedelt ist die JS Global Lifestyle.

## Verkehr

### Straße
Hangzhou liegt an der Hukun-Autobahn (G60), die von Shanghai nach Kunming im Südwesten Chinas führt.
Die 6-spurige Hangzhou-Brücke, die 95 km östlich über die große Hangzhou-Bucht führt, wurde am 1. Mai 2008 nach rund 10-jähriger Planungs- und Bauzeit eröffnet. Sie ist mit offiziell 35,673 km Länge z. Z. die längste Überseebrücke der Welt. Schwierig war die Gründung der Pfeiler, weil der Tidenhub in der flachen Bucht von bis zu 6 m und der wenig tragfeste Untergrund eine große Herausforderung darstellte. Die größere der beiden Durchfahrten hat eine Pylonen-Stützweite von 448 m, die Durchfahrtsbreite beträgt 408 m. Damit verkürzt sich die Straßendistanz zwischen Shanghai und Ningbo um 120 km. Der Bau der Schrägseilkonstruktion begann im November 2003 und kostete 11,8 Mrd. Yuan (1,1 Mrd. Euro). Die neue Brücke hat zu einer Entlastung der Fernverkehrsstraßen im östlichen Raum Hangzhou geführt.

### Eisenbahn
Am 26. Oktober 2010 wurde die 202 km lange Schnellfahrstrecke von Shanghai nach Hangzhou in Betrieb genommen. Sie ist Teil der als Hukun-Strecke bezeichnete Schnellfahrstrecke Shanghai–Kunming. Am 25. Dezember 2018 wurde weiter der östliche Abschnitt der Schnellfahrstrecke Hangzhou–Nanchang bis Huangshan eröffnet.

### Flughafen

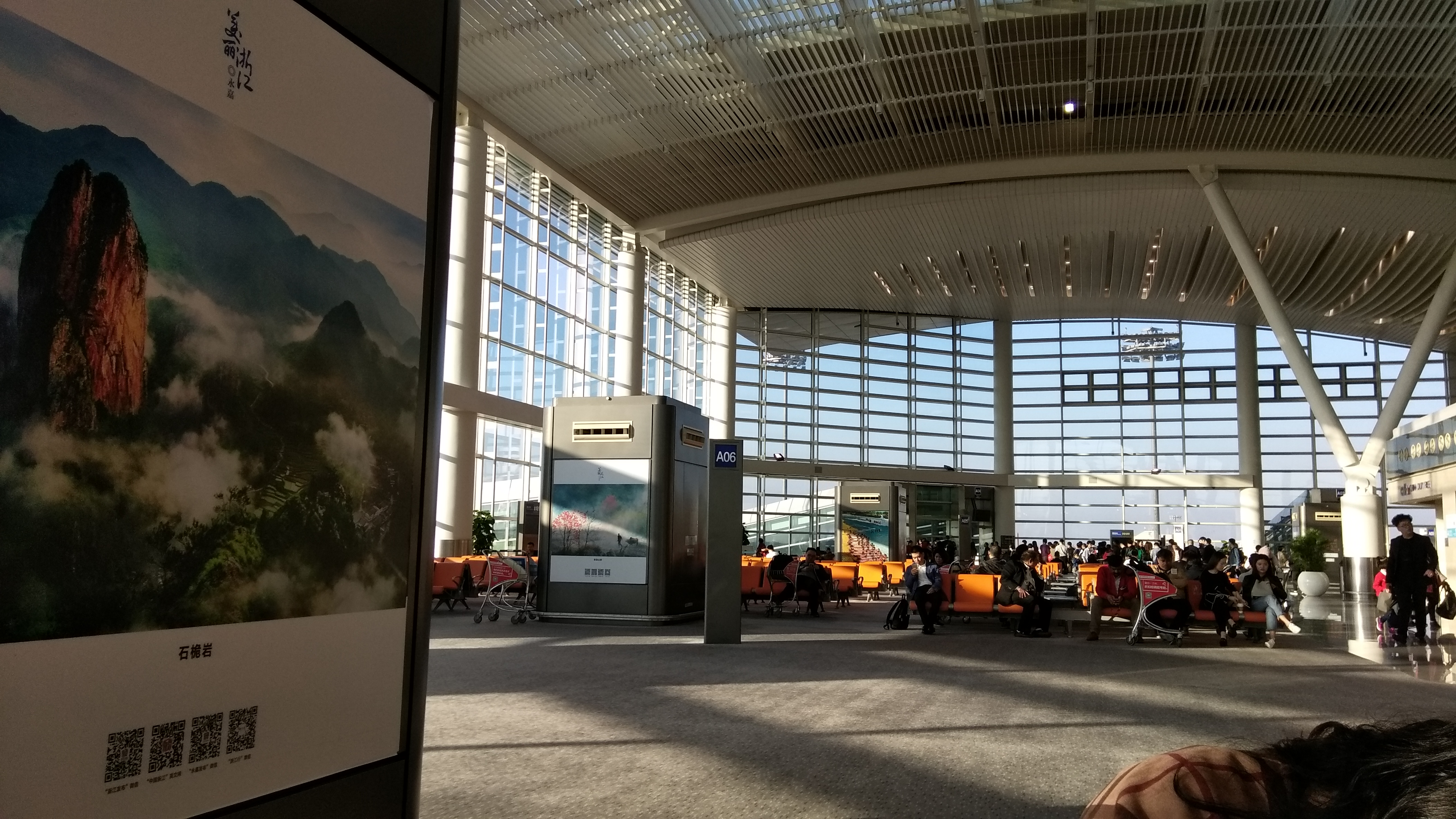
Abflughalle des Xiaoshan International Airport

In Hangzhou befindet sich im Stadtteil Xiaoshan der internationale Flughafen der Provinz, der Flughafen Hangzhou-Xiaoshan. Er ist am Passagieraufkommen gemessen der zehntgrößte Flughafen Chinas.

### Öffentlicher Nahverkehr

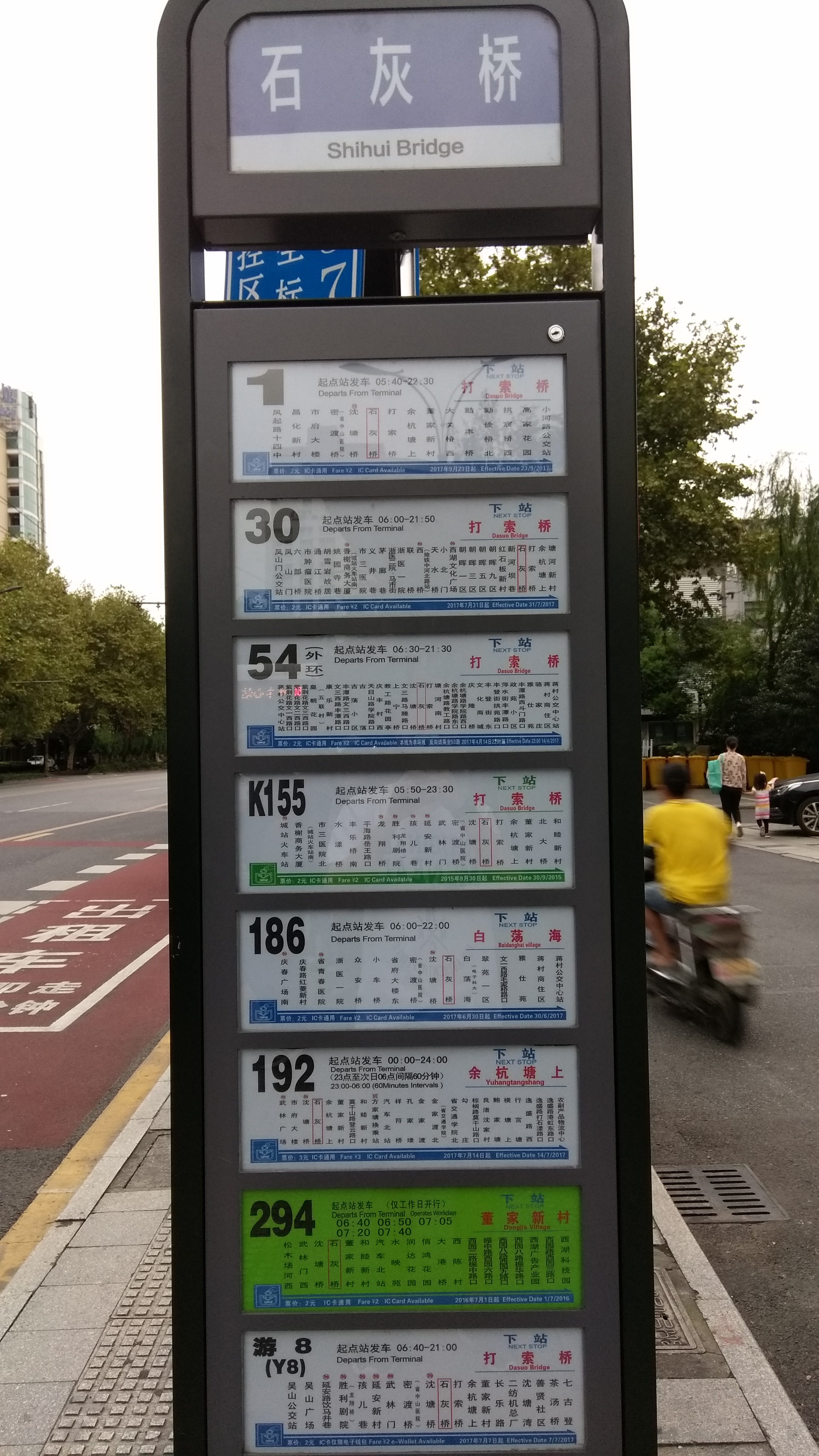
Informationstafel einer Bushaltestelle in Hangzhou

Hangzhou hat einen sehr gut ausgebauten öffentlichen Nahverkehr mit dutzenden Buslinien. Derzeit gibt es in der Stadt noch keine Straßenbahnen.

#### U-Bahn

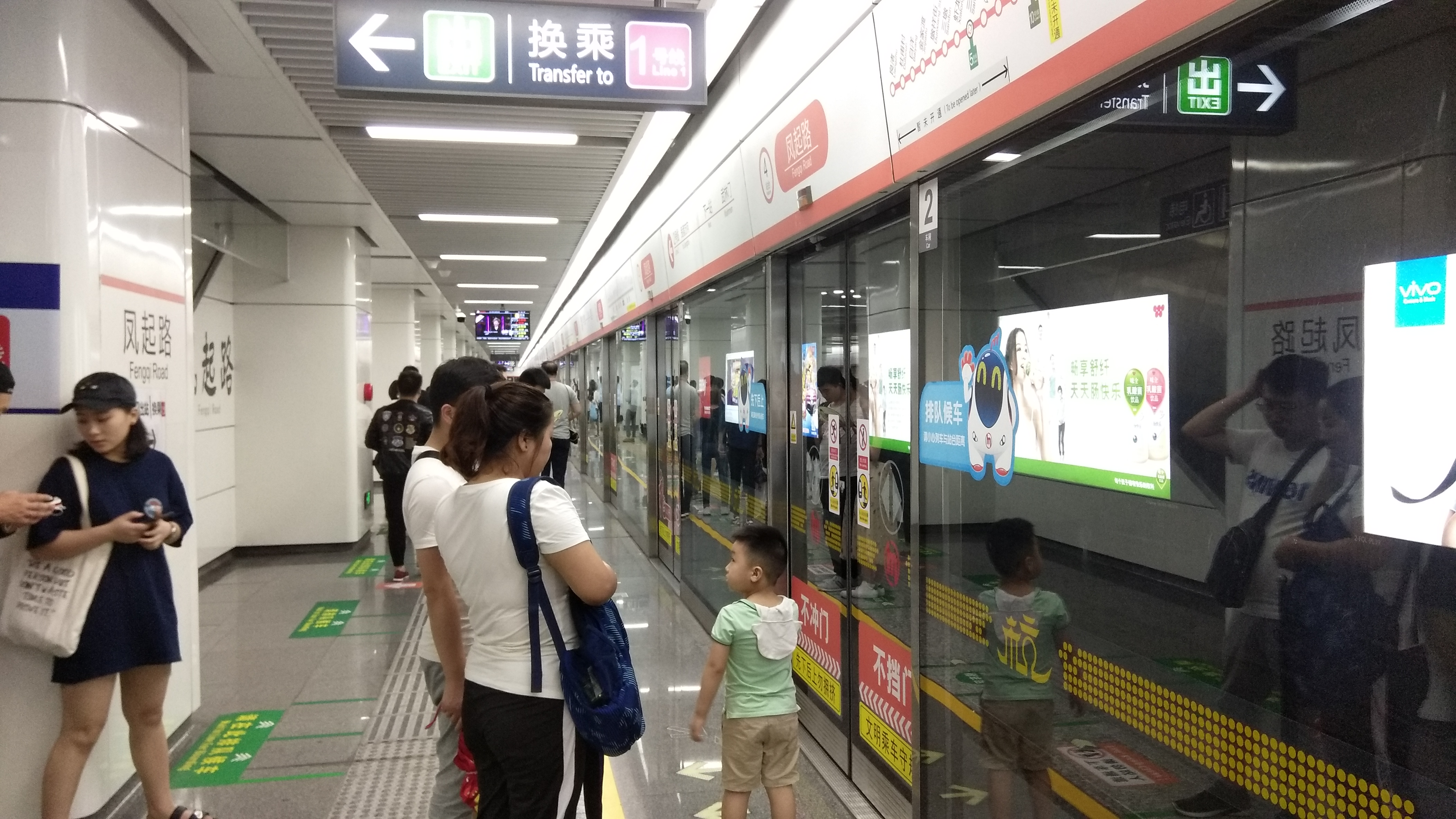
Die neugebaute U-Bahn in Hangzhou

Seit 2007 befinden sich Strecken der Hangzhou Metro im Bau. Am 24. November 2012 konnte die erste 48 Kilometer lange Linie eröffnet werden. Inzwischen sind 13 Linien in Betrieb, darunter die Intercity-Linie 16 zwischen Hangzhou und Lin'an. Für die Asienspiele im Jahr 2022 wurde die 3. Ausbauphase des Metro-Netzes auf insgesamt 513,5 Kilometer Streckenlänge umgesetzt. Die 4. Ausbauphase bis 2026 befindet sich in Vorbereitung.

#### Bike- und Carsharing
In Hangzhou befindet sich eines der weltweit größten stationsgebundenen Fahrradverleihsysteme. Der ÖPNV-Betreiber Hangzhou Public Transport Group unterhält dafür in der Stadt 4403 Stationen mit rund 121.100 Fahrrädern (Stand 2020). Darüber hinaus gibt es noch zahlreiche private Anbieter stationsloser Fahrradverleihsysteme. Der Fahrzeughersteller Kandi Technologies betreibt in Hangzhou zudem ein Carsharing-System mit Elektroautos. Wenn die Fahrzeuge nicht genutzt werden, stehen sie in mechanischen Abstellanlagen, in denen sie gleichzeitig aufgeladen werden.

## Söhne und Töchter der Stadt
- Shen Kuo (1031–1095), Beamter, Naturwissenschaftler, Mathematiker, Geologe, Feldherr, Diplomat und Erfinder des Kompasses für die Navigation
- Song Bing (1271–1279), der letzte Kaiser der südlichen Song-Dynastie
- Sun Baoqi (1867–1931), Politiker, diente sowohl im chinesischen Kaiserreich als auch der Republik China
- Xia Yan (1900–1995), Dramatiker, Drehbuchautor und Übersetzer
- Dai Wangshu (1905–1950), Lyriker und Übersetzer
- Qian Xuesen (1911–2009), Wissenschaftler
- Ky Fan (1914–2010), chinesisch-US-amerikanischer Mathematiker
- Ven Te Chow (1919–1981), Ingenieur, Hydrologe und Professor des Wasser-Bauwesen, Gründer der International Water Resources Association
- Chang Cheh (1923–2002), Filmregisseur und Drehbuchautor
- Hu Haichang (1928–2011), Ingenieurwissenschaftler
- Lü Zushan (* 1946), Politiker
- Zhong Shanshan (* 1954), Unternehmer
- Marijam Agischewa (* 1958), österreichische Schauspielerin
- Wu Xiaoxuan (* 1958), Sportschützin und Olympiasiegerin
- Yu Hua (* 1960), Autor
- Wu Man (* 1963), Pipaspielerin
- Jack Ma (* 1964), Gründer von Alibaba.com/Taobao.com
- Lou Yun (* 1964), Geräteturner
- Zhao Haihong  (* 1977), Schriftstellerin
- Tang Wei (* 1979), Schauspielerin
- Colin Huang (* 1980), Unternehmer
- Frank Wang (* 1980), Ingenieur und Robotikunternehmer
- Luo Xuejuan (* 1984), Schwimmerin und Olympiasiegerin
- Yang Yu (* 1985), Freistilschwimmerin
- Sun Yang (* 1991), Schwimmer
- Wu Haiyan (* 1993), Fußballspielerin
- He Yecong (* 1994), Tennisspieler
- Fu Yuanhui (* 1996), Schwimmerin
- Ye Shiwen (* 1996), Schwimmerin
- Wu Yibing (* 1999), Tennisspieler
- Bu Yunchaokete (* 2002), Tennisspieler

## Partnerstädte
Städtepartnerschaften bestehen unter anderem mit folgenden Städten:
| Stadt        | Land                   | seit |
| ------------ | ---------------------- | ---- |
| Sayama       | Japan                  | 1978 |
| Gifu         | Japan                  | 1979 |
| Boston       | Vereinigte Staaten     | 1982 |
| Baguio City  | Philippinen            | 1982 |
| Leeds        | Vereinigtes Königreich | 1988 |
| Fukui        | Japan                  | 1989 |
| Yeosu        | Südkorea               | 1994 |
| Nizza        | Frankreich             | 1994 |
| Paramaribo   | Suriname               | 1988 |
| Budapest     | Ungarn                 | 1999 |
| Beit Shemesh | Israel                 | 2000 |
| Kapstadt     | Südafrika              | 2005 |
| Dresden      | Deutschland            | 2009 |
| Heidelberg   | Deutschland            | 2018 |

Eine Städtefreundschaft besteht zur italienischen Stadt Verona.

## Bildergalerie

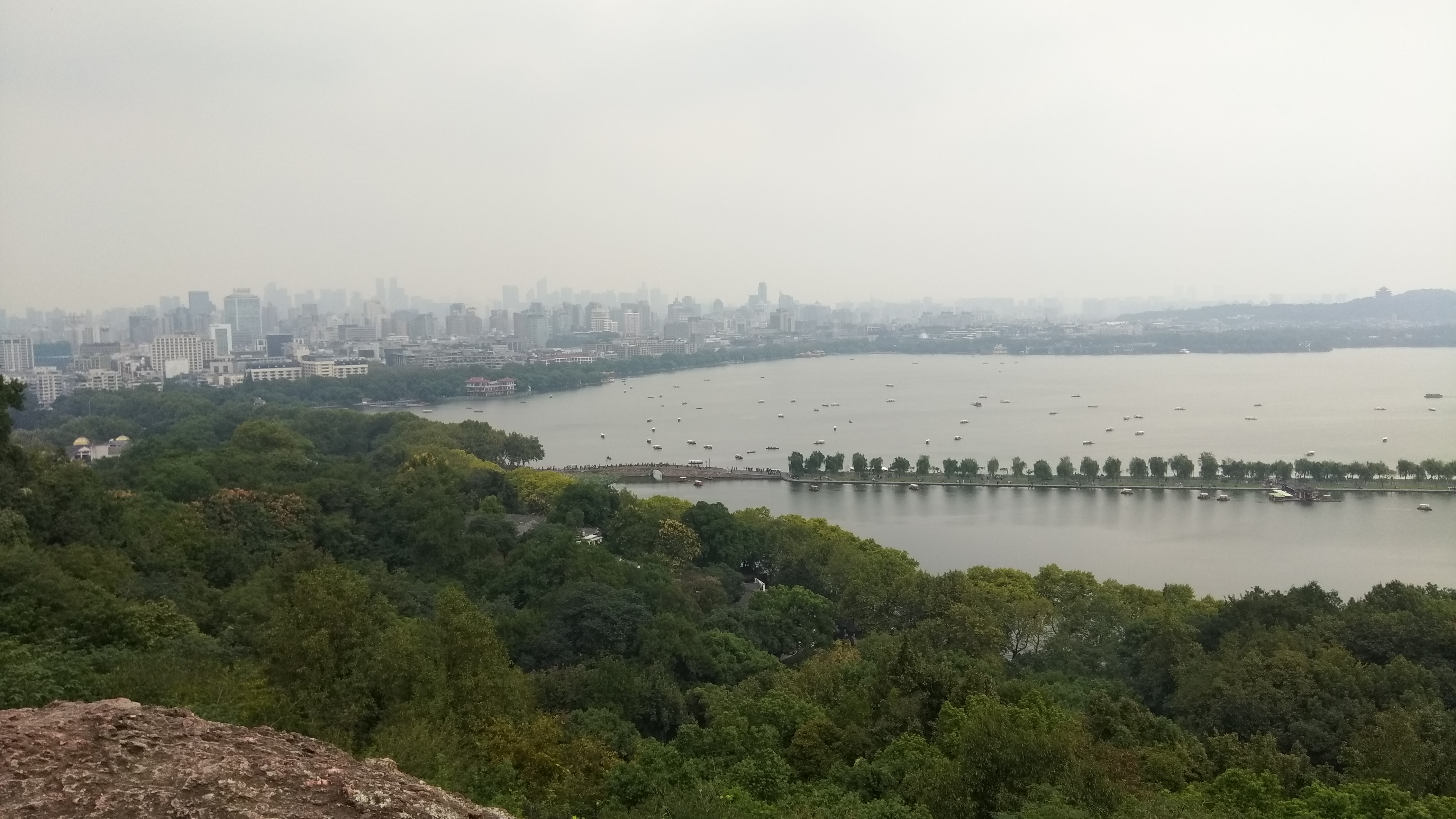
Der Westsee vom Hügel im Norden aus gesehen
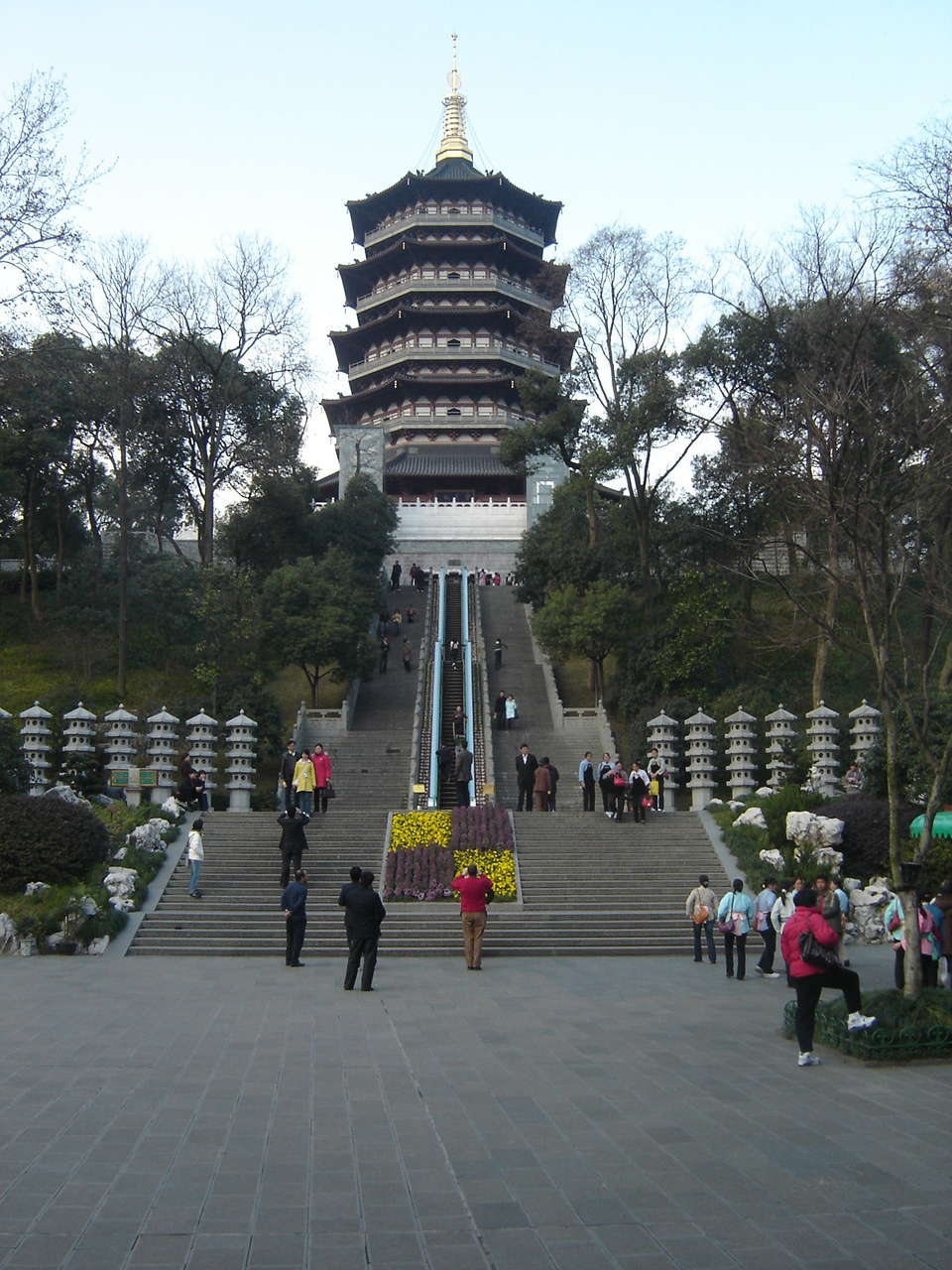
Leifeng-Pagode
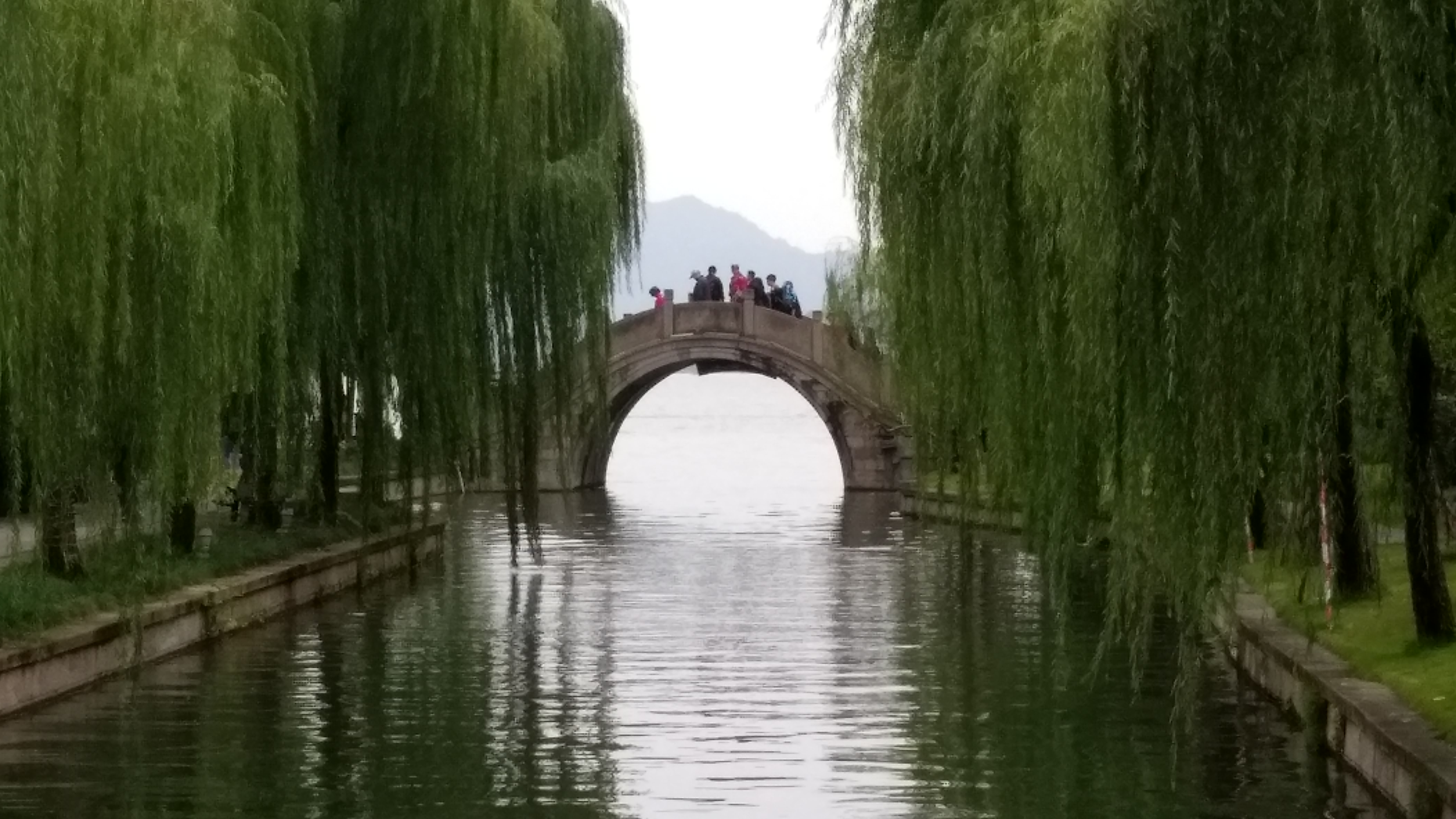
Halbmondbrücke im Osten
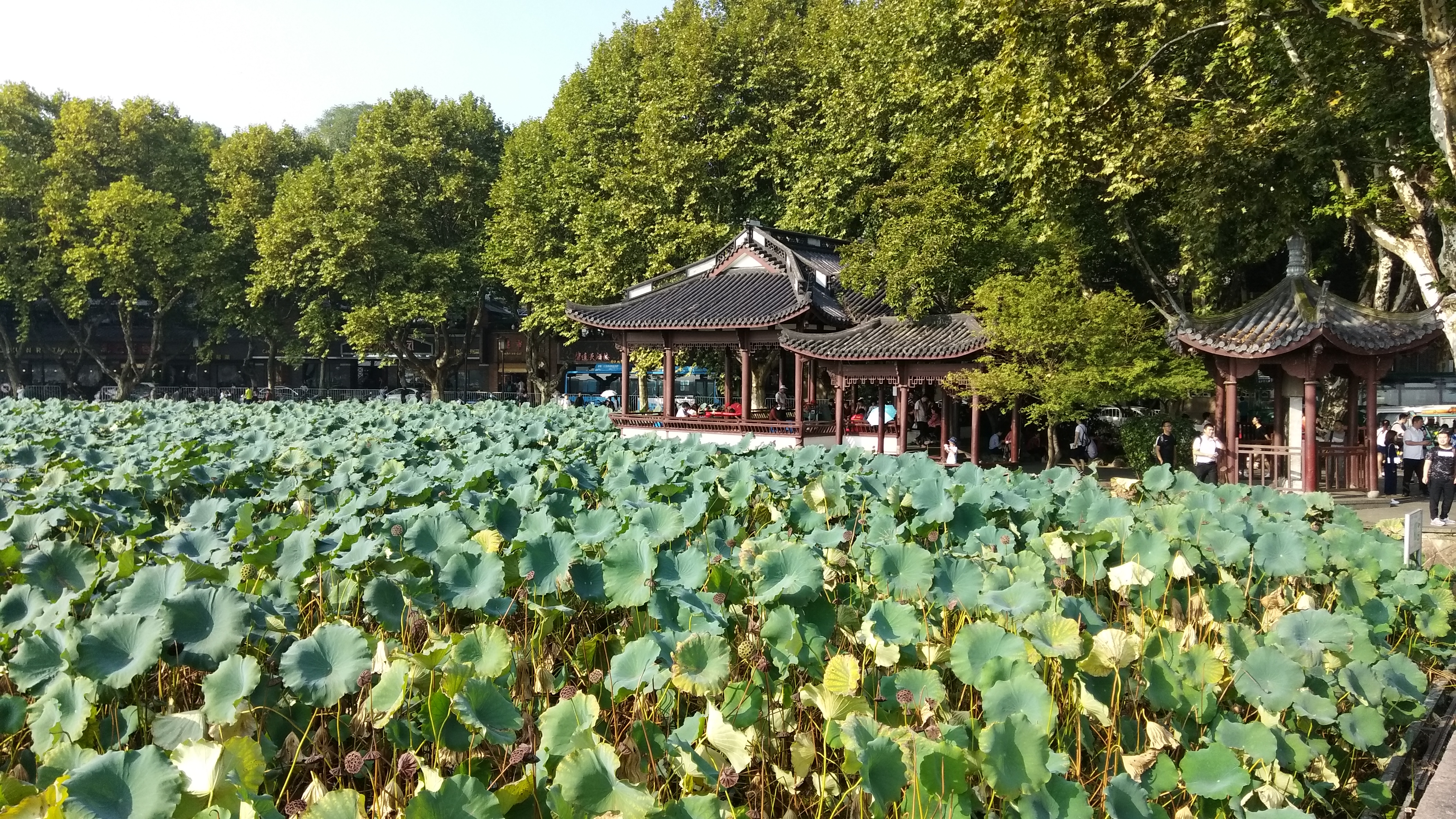
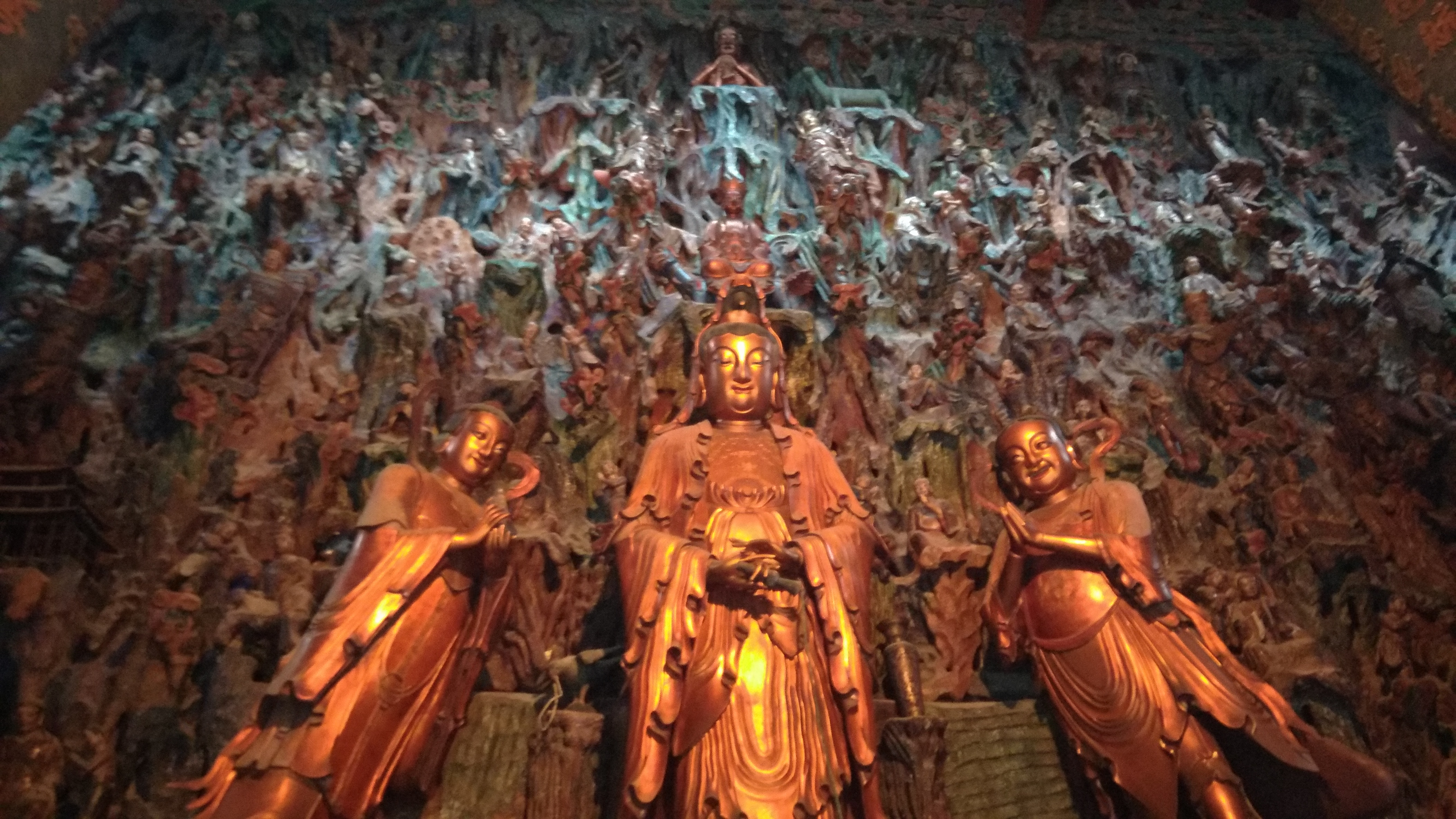
Im Lingying-Tempel
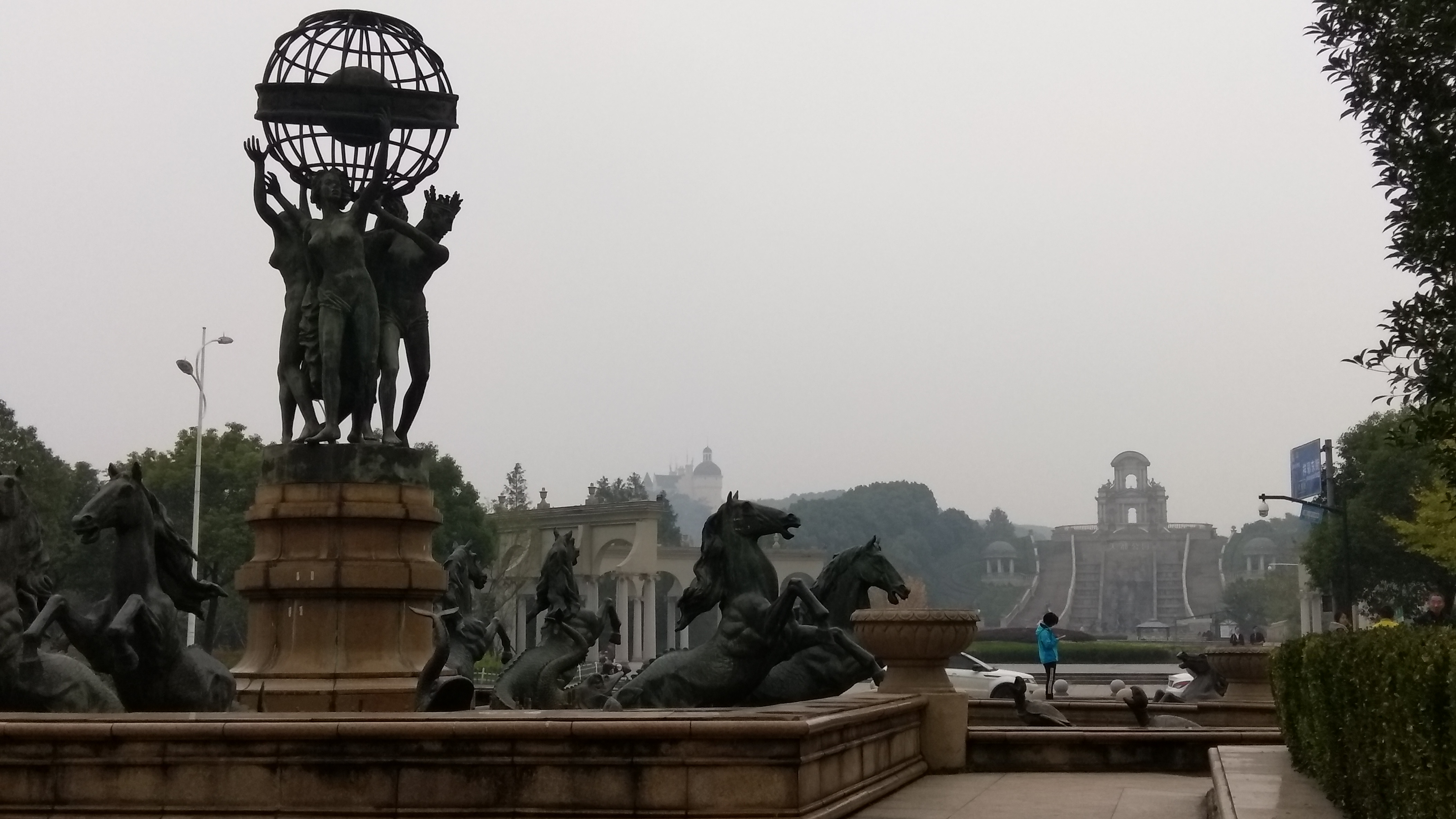
Tianducheng
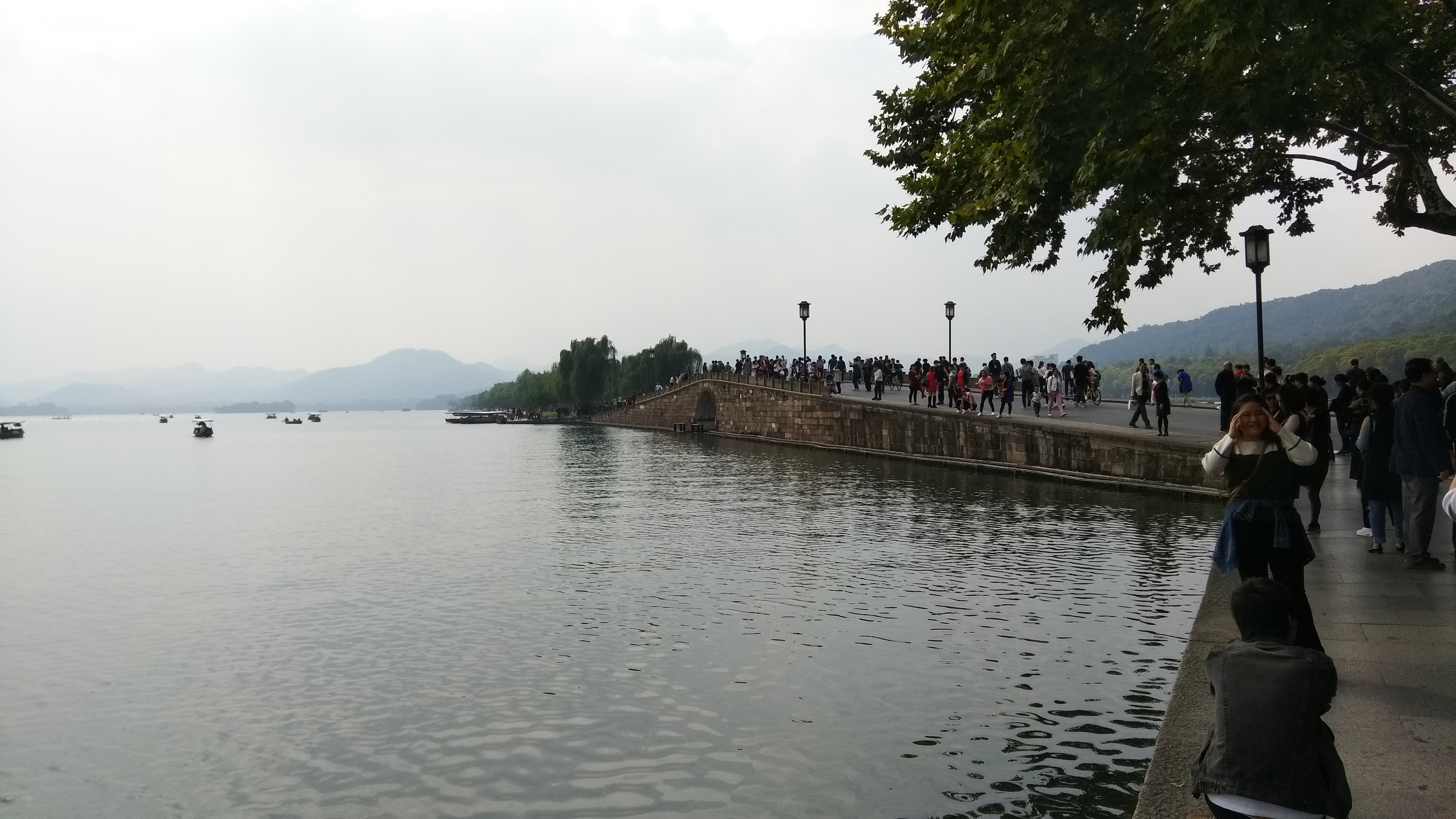
Die „Gebrochene Brücke“ / Dian-Brücke
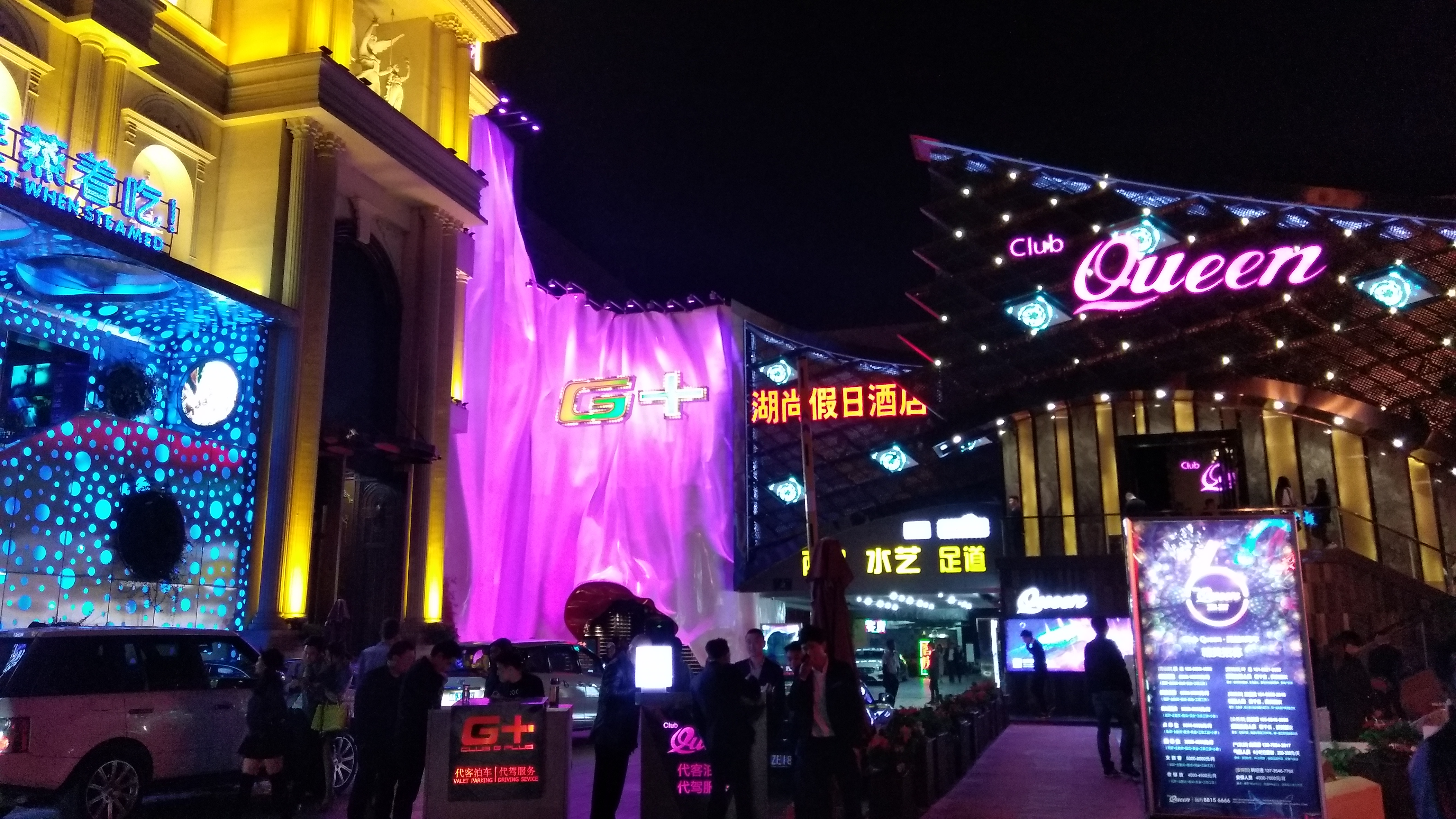
Nachtleben in Hangzhou
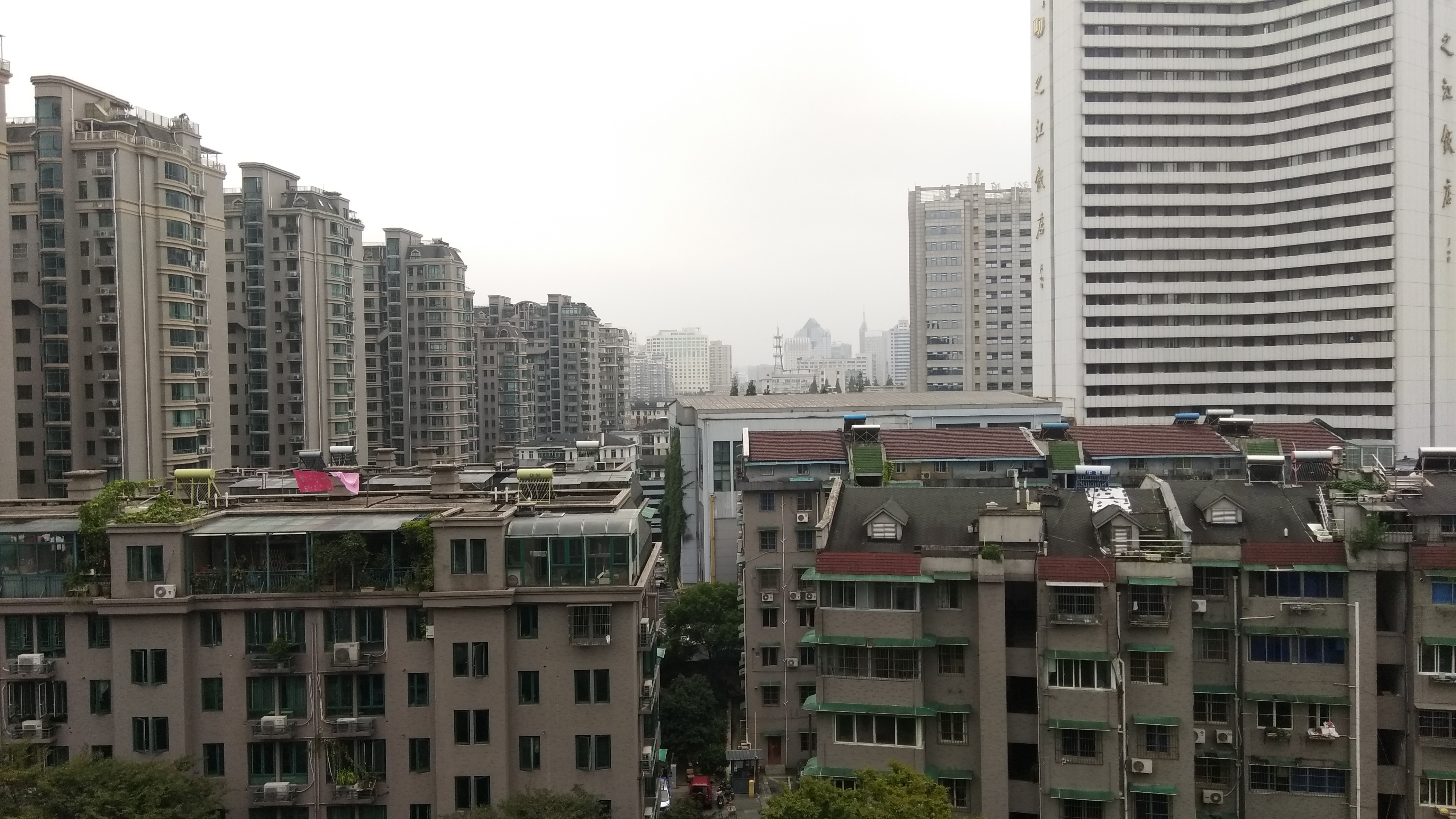
Häuserblocks
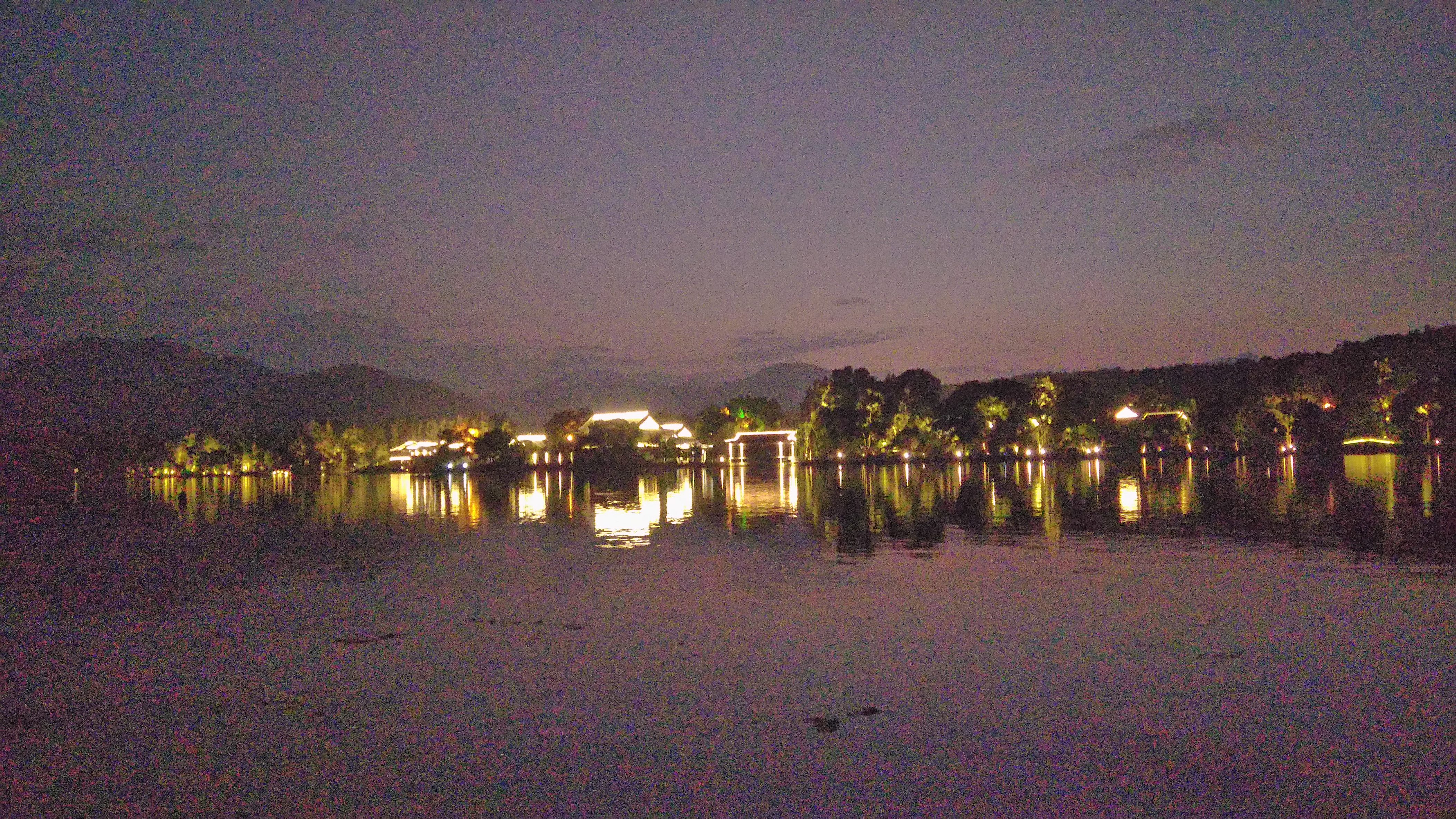
Der Westsee bei Nacht
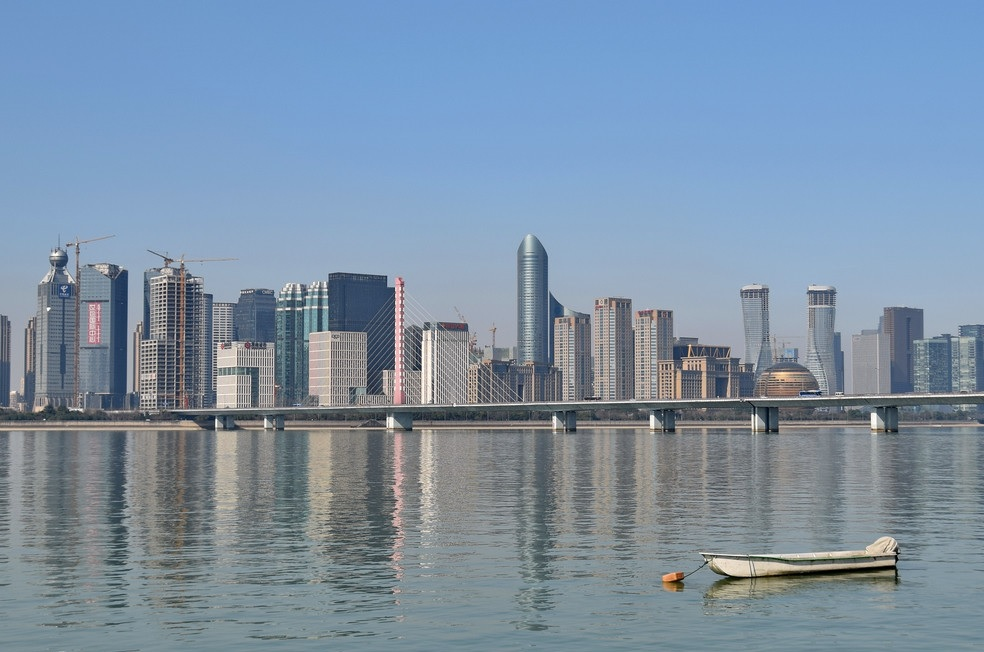
Skyline